# Exército Popular da Coreia
O Exército Popular da Coreia (EPC), também conhecido como as Forças Armadas da Coreia do Norte, são as forças militares da República Popular Democrática da Coreia. Kim Jong-un é o Comandante Supremo e Presidente da Comissão Nacional de Defesa. As FACN têm cinco ramos: Exército, Marinha, Força Aérea, Artilharia e Força de Operações Especiais.
De acordo com a política Songun, é a instituição central da sociedade norte-coreana. Kim Jong-un atua como Comandante Supremo e presidente da Comissão Militar Central.

## História
Em 25 de abril de 1932, foi fundado o Exército Revolucionário do Povo Coreano, um grupo guerrilheiro antijaponês, dirigido por Kim Il-sung, que, em 8 de fevereiro de 1948, juntamente com outras formações militares, foi convertido em um exército regular.
Outra formação militar, que ajudaria a criar o Exército Popular da Coreia, foi Exército Voluntário Coreano (EVC), fundado em 1939, em Yan'an, China. O EVC era liderado por Kim Tu-bong e Mu Chong; e, em 1945, tinha cerca de 1.000 integrantes, a maioria desertores coreanos do Exército Imperial Japonês. Nos primeiros anos, o EVC lutou ao lado das forças comunistas chinesas, das quais recebeu armas e munições. Após a derrota dos japoneses, o EVC se deslocou para o leste de Jilin, com a intenção recrutar de coreanos étnicos que viviam na China, principalmente de Yanbian e, em seguida, entrou na Coreia.
Ao final da Segunda Guerra Mundial, tropas soviéticas ocuparam o norte da Península Coreana e determinou que todos os grupos de resistência armada nas áreas ocupadas por tropas soviéticas, se dissolvessem em 12 de outubro de 1945. Nesse contexto, cerca de dois mil coreanos com experiência militar no exército soviético foram enviados a vários locais ao redor do país para formar forças policiais, que seriam fundadas no dia 21 de outubro de 1945.
No dias 11 de janeiro de 1946, foi anunciada a formação de uma unidade que seria responsável pela segurança em torno das ferrovias, que foi ativada no dia 15 de agosto. Essa unidade supervisionaria as forças de segurança existentes e a criação das forças armadas nacionais.
No dia 4 de fevereiro de 1948, foi fundado o Departamento de Segurança do Estado, um precursor do Ministério da Defesa do Povo, poucos dias antes da fundação oficial do Exército Popular da Coreia, no dia 8 de fevereiro de 1948. Sete meses depois, no dia 9 de setembro de 1948, seria, oficialmente, criada a República Popular Democrática da Coreia .